# Snipperclips
A Snipperclips: Cut It Out, Together! logikai videójáték, melyet az SFB Games fejlesztett és a Nintendo jelentetett meg világszerte 2017. március 3-án, a Nintendo Switch nyitócímeként. A játék egy nyisszantásos mechanikát használ, melynek segítségével a játékosok együttműködhetnek és alak- és fizikaalapú fejtörőket oldhatnak meg. 2017. november 10-én Snipperclips Plus címmel egy kibővített változat is megjelent.

## Játékmenet
A Snipperclips kooperatív logikai játék, melyet egyszerre legfeljebb négy játékos játszhat. A fő „World” módban egy vagy két játékos a Snip és Clip nevű szereplőket irányítja, mindkettőjüknek bizonyos alakra van vágva a teste, melyet a tengelye körül forgatni is lehet. Amikor a két szereplő teste fedi egymást, akkor az egyik játékos lenyisszanthatja a másik játékos átfedett részét, megváltoztatva ezzel annak testének alakját. A játékosok ennek a mechanika segítségével kreatív módokon meg kell oldaniuk különböző fejtörőket, melyek mindegyike egyedi célkitűzéssel rendelkezik. A célok között szerepel egy megadott alaksablonba való beférés, bizonyos tárgyak, így egy kosárlabda vagy egy ceruza megadott helyre cipelése, illetve hegyes vég nyisszantása a szereplőkre, hogy utána azzal léggömböket tudjanak kidurrantani. Ezek mellett legfeljebb négy játékos játszhat a „Party” vagy „Blitz” módokban. A Party módban különálló, további játékosokra tervezett fejtörők vannak, míg a Blitz módban különböző kompetitív játékok, így kosárlabda, léghoki és nyisszantásos deathmatchek találhatók.

## Fejlesztés
A Snipperclips koncepcióját eredetileg FriendShapes cím alatt Adobe Flashben készítette el a brit SFB Games független fejlesztőstúdió. A játékot Adam és Tom Vian tervezte meg egy egynapos game jam során, először a 2015-ös EGX rendezvényen mutatták be és szerepelt a Game Developers Conference 2015-ös „európai innovatív játékok kiállításán” is. Az SFB Games megkereste a Nintendót a játék megjelentetése reményében, majd a teljes játék fejlesztése 2016-ban indult be a Unity játékmotort használva. 2017 januárjában a játékot az új Snipperclips név alatt új szellemi tulajdonként jelentették be Nintendo Switchre. A játék 2017. március 3-án a rendszer nyitócímeként jelent meg a Nintendo eShopon keresztül.

### Snipperclips Plus
2017. november 10-én Snipperclips Plus címmel megjelent a Snipperclips kibővített verziója. A frissített kiadás két világon átívelve harminc új pályát, egy új többjátékos módot, valamint egy másik új módot adott a játékhoz, melyben a játékosok a már teljesített fejtörőket véletlenszerű alakú szereplőkkel próbálhatják újra. A játék különálló dobozos változatban is megjelent, illetve az eredeti játékhoz letölthető tartalomként is elérhető.

## Hatása
A játék főszereplői, Clip és Snip, a Super Smash Bros. Ultimate verekedős játékban közösen egy „lélekként” is megjelennek. A játék első világának különböző zeneszámait feldolgozó újrakevert dalfüzér, a Noisy Notebook különböző pályákon választható dal.

## Fogadtatás
| Összegzőoldal | Értékelés            |
| ------------- | -------------------- |
| Metacritic    | 80/100 84/100 (Plus) |

| Szerző       | Értékelés |
| ------------ | --------- |
| IGN          | 8/10      |
| The Guardian | [ 11 ]    |
| Metro        | 8/10      |

A Snipperclips a Metacritic kritikaösszegző weboldal adatai szerint általánosságban kedvező kritikai fogadtatásban részesült. Az IGN 8/10 pontot adott a játékra, dicsérve a játék többjátékos élményét és a prezentációját. A Metro szintén 8/10 pontot adott a játékra, azt „az elmúlt évek egyik legjobb koop játékának” kiáltva ki. A The Guardian „addiktívnak” írta le azt. A Polygon szerint a Snipperclips „a logika és a ravaszság furfangos-furfangos játéka”. A weboldal később a 48. helyre sorolta be azt a 2017-es év 50 legjobb játéka listáján. A Nintendo 2017. áprilisi pénzügyi jelentése szerint a játékból több, mint 350 000 digitális példányt töltöttek le.
A játék az IGN a 2017-es év legjobb logikai játékának járó díját is elnyerte, valamint a „legjobb Switch-játék”, a „leginnovatívabb”, illetve a „legjobb többjátékos mód” kategóriákban is jelölték. A játékot a Destructoid 2017-es év játéka díjátadóján is jelöltek a „legjobb Switch-játék”, illetve a Golden Joystick Awardson az „év Nintendo-játéka” kategóriában kapott jelölést. A Game Informer olvasói a játékot a 2017-es év „legjobb logikai játékának” szavazták meg. A 21. D.I.C.E. Awardson elnyerte az „év családi játéka” és a „D.I.C.E. Sprite díjat”, illetve jelölve volt a National Academy of Video Game Trade Reviewers díjátadóján a „játék, logikai” kategóriában. A 2017-es British Academy Games Awardson jelölték a „családi játék” és a „játékinnováció” kategóriákban. A játék a 2019-es Webby Awardson elnyerte „családi és gyerekjáték” díját, illetve jelölve volt a „logikai játék” kategóriában.

## Fordítás
- Ez a szócikk részben vagy egészben  a   Snipperclips című angol Wikipédia-szócikk ezen változatának fordításán alapul.  Az eredeti cikk szerkesztőit annak laptörténete sorolja fel. Ez a jelzés csupán a megfogalmazás eredetét és a szerzői jogokat jelzi, nem szolgál a cikkben szereplő információk forrásmegjelöléseként.